# Tássia Silva
Tássia Sthael Teodoro Silva (Belo Horizonte, 3 giugno 1988) è una pallavolista brasiliana.
Gioca nel ruolo di libero nell'Osasco Voleibol Clube.

## Carriera
La carriera di Tássia Silva inizia a livello giovanile nel Mackenzie Esporte Clube. Nel 2006 gioca per l'Esporte Clube União Suzano, mentre un anno dopo gioca con l'Esporte Clube Pinheiros, col quale, oltre alle competizioni giovanili, disputa il Campionato Paulista.
Nella stagione 2007-08 inizia la carriera professionistica nel Mackenzie Esporte Clube, col quale gioca due stagioni e vince un Campionato Mineiro. Nella stagione 2009-10 passa al Minas Tênis Clube. Nel 2011 e nel 2013 fa parte della nazionale brasiliana universitaria che vince rispettivamente la medaglia d'oro XXVI Universiade e quella d'argento alla XXVII Universiade.
Nella stagione 2013-14 viene ingaggiata dal Praia Clube

## Palmarès

### Club
- Campionato Mineiro: 2

2008, 2013

### Nazionale (competizioni minori)
- Universiade 2011
- Universiade 2013